# Olcay Turhan
Olcay Turhan (* 30. Januar 1988 in Herford) ist ein deutsch-türkischer Fußballspieler türkischer Abstammung.

## Werdegang
Turhan begann seine Karriere beim SV Werl-Aspe, einem Verein aus Bad Salzuflen. Später wechselte er in den Jugendbereich von Arminia Bielefeld und rückte im Jahre 2007 in die zweite Mannschaft auf. Mit dieser qualifizierte er sich als Elfter für die neu geschaffene NRW-Liga. Zur Saison 2008/09 wechselte Turhan zum SC Wiedenbrück 2000, mit dem er Meister in der Westfalenliga I wurde und in die NRW-Liga aufstieg. In dieser Spielzeit erzielte Turhan 15 Tore.
Es folgte ein Wechsel zur zweiten Mannschaft von Fortuna Düsseldorf, für die er in 16 Regionalligaspielen ein Tor erzielte. Turhan kehrte daraufhin in seine Geburtsstadt Herford zurück und spielte in der Saison 2010/11 für den Landesligisten SC Herford. Daraufhin wechselte er erneut zu Arminia Bielefeld und wurde dort in der zweiten Mannschaft eingesetzt wurde. Am 5. Mai 2012 gab er sein Debüt in der ersten Mannschaft der Arminia, als er im Spiel gegen die zweite Mannschaft von Werder Bremen für Patrick Schönfeld eingewechselt wurde.
Zur Saison 2012/13 erhielt Turhan einen Profivertrag bei der Arminia. und stieg im Sommer 2013 mit der Arminia in die 2. Bundesliga auf. Zur Saison 2013/14 wechselte er auf Leihbasis zum Drittligisten Wacker Burghausen. Der Vertrag wurde jedoch im Winter wieder aufgelöst. Daraufhin wurde Turhan zur Rückrunde der Saison 2013/14 an den Regionalligisten SV Lippstadt 08 verliehen. Im Sommer schließlich erfolgte die Vertragsauflösung.
Im Sommer 2014 wechselte Turhan in die türkische TFF 1. Lig zum südanatolischen Vertreter Adanaspor. Im Januar 2016 wechselte er zum Viertligisten Manisa Büyükşehir Belediyespor. Im Sommer 2018 schloss er sich dem Drittligisten Niğde Anadolu FK an.
Im Sommer 2019 wechselte er zurück in seine Heimatstadt und schloss sich dem SC Herford an.